# Cry (canção de Kelly Clarkson)
"Cry" é uma canção da cantora americana Kelly Clarkson, a ser lançada como quarto single de seu quarto álbum de estúdio, All I Ever Wanted apenas na Alemanha e possivelmente no resto da Europa, já que All I Ever Wanted é o 4º single nos Estados Unidos.
O tema "Cry" foi escolhido, pela editora Sony Music, e irá ficar disponível em download a partir do dia 12 de março.

## Histórico de lançamento
| País     | Data de Lançamento  | Formato          | Selo        |
| -------- | ------------------- | ---------------- | ----------- |
| Alemanha | 12 de março de 2010 | Download Digital | RCA Records |